# Пелсі
Пелсі (ест. Pelsi), також Курпічево — село в Естонії, входить до складу волості Меремяе, повіту Вирумаа.